# Грицак Михайло (педагог)
Михайло Грицак (17 вересня 1872  — 26 вересня 1939 ) — український педагог-математик і громадський діяч. Директор Української гімназії в Перемишлі (1924—1927) й шкільний візитатор (1927 —1930). Автор підручників, член НТШ[джерело?].

## Біографія
У грудні 1924 року був призначений директором Перемиської української класичної гімназії в період після рішення Ради Амбасадорів (14 березня 1923), яке визнало Східну Галичину частиною Польщі. Цей період відзначився посиленим тиском на українське шкільництво з боку польської влади, зокрема спробами утраквізації українських навчальних закладів.
Грицак вважався суворим адміністратором «австрійського зразка», що не залучався до українського громадського життя і суворо дотримувався урядових шкільних приписів. За його керівництва в гімназії було впроваджено обов'язкове святкування польських державних свят, вивішено портрети президента та державну символіку. Це викликало спротив з боку учнів і батьків. У березні 1925 року, на знак протесту проти примусової полонізації, учні гімназії готували замах на Грицака — поліція заарештувала абітурієнтів Дмитра Кубрака та Василя Колодія і провела обшуки. У подальші роки ситуація в гімназії залишалася напруженою.
У липні 1927 року Михайла Грицака було переведено до Львова, де він обійняв посаду тимчасового візитатора середніх шкіл Львівської шкільної кураторії.
Похований на Личаківському цвинтарі, поле № 20.

### Праці
- Грицак М. Як учив числення по методу Монтессорі // Учитель. — 1932. — № 13. — С. 176—177.
- Грицак Михайло. Учебник аритметики для середних шкіл: висший степень (VI, VII, VIII кляса). — Львів: б.в., 1920. — 236 с.
- Грицак Михайло. Учебник геометриї для середних шкіл. Середний степень (IV і V кляса). — Львів: б.в., 1914. — 251 с.